# Flavius Stilicho
Flavius Stilicho (soms geschreven als Stilico) (ca. 359 – 22 augustus 408) was een hooggeplaatste generaal (magister militum) en patriciër in het West-Romeinse Rijk. Zijn moeder was Romeins, zijn vader Vandaal. Hij huwde met Serena, het nichtje van keizer Theodosius I. Hij werd voogd voor de minderjarige Honorius in een periode van opeen volgende crisissen. Stilicho behaalde met de overwinning in de oorlog van Radagaisus zijn grootste overwinning in zijn carrière. Na negen jaar strijd tegen barbaarse en Romeinse vijanden, stelden politieke en militaire rampen zijn vijanden aan het hof van Honorius in staat hem uit de macht te zetten. 

## Carrière
Stilicho werd geboren in wat nu Duitsland is. Ondanks zijn vaders Vandaalse herkomst is er weinig dat er op wijst dat Stilicho zichzelf anders dan een Romein beschouwde, hoewel hij, zoals zo vele Germanen, het arianisme aanhing in plaats van het katholicisme.

### Missie naar Perzië
Hij nam dienst in het Romeinse leger en steeg door de rangen tijdens het bewind van Theodosius de Grote, die over het Oost-Romeinse rijk heerste vanuit Constantinopel, en die de laatste keizer zou blijken te zijn die over zowel over het Oost-Romeinse als het West-Romeinse Rijk heerste. In 384 stuurde Theodosius hem als een gezant naar het hof van de Perzische koning Shapur III om een vredesakkoord te onderhandelen, gerelateerd aan de opsplitsing van Armenië. De keizer erkende dat Stilicho een waardevolle bondgenoot kon zijn en om bloedverwantschap met hem te vormen bood hij hem zijn geadopteerde nicht Serena als bruid aan. De bruiloft vond ongeveer tegelijkertijd met Stilicho's missie naar Perzië plaats, en uiteindelijk schonk Serena het leven aan een zoon genaamd Eucherius.

### De oorlog tegen usurpator Eugenius
Na de dood van de West-Romeinse keizer Valentinianus II in 392 hielp Stilicho een leger te verzamelen waarmee Theodosius de overwinning zou behalen tegen usurpator Flavius Eugenius bij de Slag aan de Frigidus.  Een van zijn medeofficieren tijdens de campagne was de Gotische krijgsheer Alarik, die een belangrijk deel van de Gotische hulptroepen commandeerde. Alarik zou later een van Stilicho's belangrijkste tegenstanders worden tijdens zijn carrière als opperbevelhebber van de West-Romeinse legers. Stilicho onderscheidde zich aan de Frigidus en Theodosius, uitgeput door de campagne, zag in hem de man die de verantwoordelijkheid aankon om de toekomstige veiligheid van het rijk te bewaren. De laatste keizer van een verenigd Romeins Rijk benoemde Stilicho tot voogd van zijn zoon, Honorius, kort voor zijn dood in 395.
Na de dood van Theodosius werd Honorius keizer van het West-Romeinse Rijk, en zijn broer Arcadius van de Oostelijke helft. Geen van beide toonde zich effectieve keizers, en Stilicho werd de facto de hoogste commandant van de Romeinse legers in het Westen. In deze hoedanigheid bewees Stilicho zijn kunde vol energie, ook al zou politiek gemanoeuvreer door agenten van de twee keizerlijke hoven hem hinderen gedurende zijn hele carrière.

### Campagne op de Balkan tegen Alarik
Zijn eerste aanvaring met zulke hofpolitiek kwam in 395. De Goten hadden recent Alarik gekozen als hun koning. Alarik kwam in opstand en leidde zijn leger op een rooftocht door Thracië. Het Romeinse leger dat eerder gewonnen had bij de Frigidus was nog steeds gemobiliseerd, en Stilicho leidde het naar Alariks troepen. Toen dit leger, een combinatie van formaties uit beide helften van het rijk, het oostelijke rijk binnenmarcheerde, riep Arcadius de oostelijke formaties terug naar Constantinopel. Arcadius handelde op advies van zijn Prefectus Praetorio, Rufinus, een oude rivaal van Stilicho. Stilicho gehoorzaamde en stuurde zijn oostelijke troepen weg, waardoor hij te zwak achterbleef om effectief te opereren tegen Alarik. Rufinus behaalde weinig voordeel uit zijn overwinning op Stilicho, aangezien de terugkerende troepen hem vermoordden zodra ze in Constantinopel aankwamen.
Twee jaar later, in 397, versloeg Stilicho Alariks troepen in Macedonië, ook al ontsnapte Alarik zelf in de omringende bergen.

### De opstand van Gildo in Afrika en de veldtocht tegen de Picten
In 397 kreeg Stilicho ook te maken met de opstand van Gildo, de opperbevelhebber van de Romeinse troepen in Africa. Het lukte Stilicho om deze opstand te onderdrukken. Hierna volgde een oorlog in Britannia tegen de Picten die eveneens succesvol werd beeindigd.

### Gotische oorlog in 401-403
In 401 leidde Stilicho het hoofdleger vanuit Italia naar Rhaetia en naar Noricum waar hij een uitgebreide campagne leidde tegen de Vandalen en de Alanen. Alarik maakte misbruik van de afwezigheid van Stilicho en het hoofdleger en viel wat nu Noord-Italië is binnen. In 402 keerde Stilicho terug naar Italia en zette de achtervolging van Alarik in. Eerst wist hij Honorius, die door Alarik belegerd werd in Mediolanum (Milaan), te ontzetten. Daarna versloeg hij Alarik bij Pollentia en Verona. In 405 beval hij de vernietiging van de Sibyllijnse boeken, welke hij beschouwde als een belediging voor zijn ariaanse geloof.

### Campagne tegen Radegast  en de Rijnoversteek
De oorlogen die Stilicho voerde legde een groot beslag op het leger en de de financiële middelen van het West-Romeinse Rijk. Om steeds over voldoende troepen te beschikken werden soldaten gelicht uit de provincies, met name uit Brittannië en uit de grensstreek. Rond 405 werd de verdediging van de Limes overgelaten aan Frankische foederati en maakte Stilicho zich op om met een groot leger op te trekken tegen Radegast. Deze bracht samen met twee andere leiders een groot leger bijeen, bestaande uit Ostrogoten, Kelten, Vandalen, Sueven en Bourgonden. In 405 trok hij ten noorden van de Donau met dit leger naar het zuiden en viel het Romeinse Rijk binnen.
Voorafgaand aan de veldslag bij Fiesole (Toscane) wist Stilicho een Gotische leger van 12.000 "barbaren" over te laten lopen.
In de Slag bij Florence werd met steun van hulptroepen (Hunnen en Alanen onder koning Uldin) het Germaanse leger van Radegast verslagen. De overwonnen werden gevangengenomen en als slaven te werk gesteld. 
In 406/407 konden grote groepen Vandalen, Sueven en Alanen de onbewaakte Rijngrens passeren en de provincie Gallië binnendringen. Dit keer slaagde Stilicho er niet in hier effectief tegen op te treden. De Germaanse invallers konden ongehinderd stad en land plunderen. Het leger in Britannia kwam in opstand en de hoogste officier Marcus werd tot keizer uitgeroepen.

## Ondergang
Ondanks zijn eerdere successen werd Stilicho toch niet voor vol aangezien door de keizerlijke hoven vanwege zijn niet-Romeinse achtergrond en zijn ariaanse geloof, met name door Olympius, die in 408 samenspande om hem te vermoorden. De hovelingen verspreidden geruchten dat hij de moord op Rufinus had gepland en dat hij samenzwoer met zijn oude opponent Alarik, en dat hij de barbaren in 406 had uitgenodigd Gallië in te trekken, en dat hij plannen had om zijn zoon op de keizerlijke troon te plaatsen. Het Romeinse leger in Ticinum begon te muiten op 13 augustus, waarbij ten minste zeven hoge keizerlijke officieren het leven lieten (Zosimus 5.32). Dit werd gevolgd door gebeurtenissen die John Matthews zag als iets dat "alle kenmerken van een grondig voorbereide coup d'état vertoonde, georganiseerd door Stilicho's politieke tegenstanders". Stilicho trok zich terug in Ravenna, waar hij echter gevangen werd genomen en ter dood gebracht als verrader door Heraclianus. Ook al was het binnen zijn bevoegdheid om de aanklachten aan te vechten, toch verzette Stilicho zich niet, ofwel uit schuldgevoel, ofwel uit angst voor de gevolgen voor de reeds precaire toestand van het West-Romeinse Rijk. Zijn zoon Eucherius werd kort daarna in Rome eveneens vermoord.

## Postuum
In de onrusten die volgden op de ondergang en executie van Stilicho werden de vrouwen en kinderen van de barbaarse foederati door heel Italië afgeslacht door de lokale Romeinen. Het natuurlijke gevolg was dat deze mannen (schattingen beschrijven hun aantallen als wellicht 30.000) samentrokken onder de bescherming van Alarik, razend en tierend om geleid te worden tegen hun laffe vijanden. De Visigotische krijgsheer gaf hieraan gehoor door de Julische Alpen over te trekken en een campagne door het hart van Italië te beginnen. Tegen september 408 stonden de barbaren voor de stadswallen van Rome.
Zonder een sterke generalissimo, zoals Stilicho, om het nu veelal uit barbaarse huursoldaten bestaande leger te besturen, kon Honorius weinig doen om het beleg te breken, en nam een passieve strategie aan. Hij wilde wachten tot Alaric weer vertrok, in de hoop ondertussen zijn troepen weer te verzamelen en de Visigoten te verslaan. Na twee jaar belegering van de stad, hopend op een ruime afkoopsom, stormde Alarik de stad binnen dankzij een verrader die een van de stadspoorten openzette. Voor het eerst in zeven eeuwen slaagde een buitenlandse indringer erin om Rome binnen te treden.

## Verder lezen
- (de)  E. Nischer-Falkenhof, Stilicho, Wenen, 1947.
- (en)  J.B. Bury, History of the Later Roman Empire, I, Londen, 1923, pp. 106, -, -, 173. (Engels, Public domain)
- (en)  Jeroen W.P. Wijnendaele (2018), Alaric, Constantine III, and the downfall of Stilicho. Journal of Ancient History 6